# Девушка из долины
«Девушка из долины» (англ. Valley Girl) — американская романтическая комедия, снятая в 1983 году режиссёром Мартой Кулидж. Сюжет основан на пьесе Уильяма Шекспира «Ромео и Джульетта».

## Сюжет
Джули Ричман — девушка из обеспеченной семьи, живущей в Лос-Анджелесском районе Шерман-Окс, лежащем в начале долины Сан-Фернандо. У неё есть всё, что желают девушки в её возрасте, включая школьного бойфренда из приличной семьи и таких же подруг. Однако в один день она разрывает с ним отношения и в тот же вечер знакомится с голливудским панком Рэнди.

## В ролях
- Николас Кейдж — Рэнди
- Дебора Формен — Джули Римчан
- Элизабет Дэйли — Лорин
- Хайди Холикер — Стэйси
- Майкл Боуэн — Томми
- Кэмерон Дай — Фред Бэйли
- Мишель Мейринк — Сьюзи Брент
- Ли Пёрселл — Бет Брент
- Коллин Кэмп — Сара Ричман
- Фредерик Форрест — Стив Ричман

## Критика
Фильм получил преимущественно положительные отзывы критиков. На интернет-агрегаторе Rotten Tomatoes он имеет рейтинг 83 % на основе 29 рецензий и оценку в 6,9 баллов из 10. Metacritic дал фильму 66 баллов из 100 возможных на основе 10 рецензий, что соответствует статусу «в целом положительные отзывы».

## Ремейк
В ноябре 2016 года компания MGM анонсировала ремейк фильма, режиссёром которого была назначена Рэйчел Ли Голденберг. Роль Джули досталась Джессике Рот. В январе 2017 года было объявлено, что роль Рэнди исполнит Джош Уайтхаус. В апреле 2017 года к актёрскому составу фильма присоединились Хлоя Беннет, Эшли Мюррей, Джесси Эннис и Логан Пол. В мае того же года к касту присоединилась Мэй Уитман.
Премьера фильма была назначена на 29 июня 2018 года, однако была перенесена на неопределённый срок в связи со скандалами вокруг Логана Пола.